# Catenulostroma microsporum
Catenulostroma microsporum är en svampart som först beskrevs av Joanne E. Taylor & Crous, och fick sitt nu gällande namn av Crous & U. Braun 2007. Catenulostroma microsporum ingår i släktet Catenulostroma och familjen Teratosphaeriaceae.   Inga underarter finns listade i Catalogue of Life.